# Möbelwagen
Möbelwagen (oficiálním názvem 3.7 cm Flak auf Fahrgestell Panzerkampfwagen IV (sf)) byl jednou z modifikací protiletadlového kanónu Flakpanzer IV, který byl postaven na podvozku německého tanku Panzerkampfwagen IV. Jeho vývoj začal roku 1943 a v prosinci byl zhotoven první prototyp, který dostal označení „2cm Flakvierling 38 auf Sfl PzKpfw IV“.
Stroj měl nástavbu, na níž byl instalován čtyřhlavňový rychlopalný kanón Flakvierling 38 ráže 20 mm. Toto řešení se však schvalovací komisi nezamlouvalo, a tak do sériové výroby šel nakonec typ s jedním 37mm kanónem. Vozidlo se začalo vyrábět začátkem roku 1944 a kvůli své nástavbě, která připomínala obrovskou shora otevřenou krabici, dostalo neoficiální název Möbelwagen, což značí stěhovací nebo nábytkářský vůz. Do roku 1945 bylo vyrobeno více než 200 kusů.